# Her Love Story
Her Love Story (bra Sua História de Amor) é um filme mudo estadunidense de 1924, do gênero drama romântico, dirigido por Allan Dwan, com roteiro de Frank Tuttle baseado no conto "Her Majesty, the Queen", de Mary Roberts Rinehart.
É atualmente considerado um filme perdido.

## Elenco
- Gloria Swanson .... princesa Marie[3]
- Ian Keith .... capitão Rudi[3]
- George Fawcett .... o arquiduque[3]
- Echlin Gayer .... o rei[3]
- Mario Majeroni .... o primeiro-ministro[3]
- Sidney Herbert .... o conselheiro do arquiduque[3]
- Donald Hall .... o médico[3]
- Baronesa de Hedemann .... dama de companhia[3]
- Jane Auburn .... Clothilde[3]
- Bert Wales .... o menino[3]
- General Lodijensky .... o ministro da Guerra[3]